# Lạp đạm
Lạp đạm (tiếng Anh: proteinoplast, đôi khi còn gọi là proteoplast, aleuroplast và aleuronaplast) là bào quan chuyên hóa chỉ tìm thấy trong tế bào thực vật. Lạp đạm thuộc một nhóm bào quan rộng lớn gọi là lạp thể, cụ thể do thiếu đi những phân tử sắc tố nên chúng nằm trong nhánh vô sắc lạp. Lạp đạm chứa đựng trong mình những tinh thể protein và cũng có thể là nơi xảy ra những hoạt động của enzyme có liên quan đến các protein đó. Lạp đạm được tìm thấy trong nhiều loại hạt, như hạt dẻ Brasil, đậu phộng và những loại đậu khác. Mặc dù tất cả lạp thể đều chứa một nồng độ protein cao, nhưng người ta vẫn phát hiện ra lạp đạm, vào những năm 1960 và 1970. Nguyên nhân do chúng có một thể vùi protein lớn, dễ dàng quan sát với cả kính hiển vi quang học và kính hiển vi điện tử.
Một cuốn sách viết năm 2007 cho biết rằng không có một nghiên cứu khoa học nào công bố 25 năm trước đây khảo sát về lạp đạm.